# Saint-Damien
Saint-Damien, även Saint-Damien-de-Brandon, är en kommun av typen socken (municipalité de paroisse) i provinsen Québec i Kanada. Den ligger i regionen Lanaudière, i den sydöstra delen av landet, 200 km nordost om huvudstaden Ottawa. Antalet invånare var 2 393 vid folkräkningen 2021. Landarean är 253 kvadratkilometer.